# Carolina Cardoso de Menezes
Carolina Cardoso de Menezes Cavalcanti (Rio de Janeiro, 31 de maio de 1913 — Rio de Janeiro, 31 de dezembro de 2000) foi uma compositora e pianista brasileira.

## Biografia
Carolina teve suas primeiras lições de piano com seus pais, Osvaldo Cardoso de Menezes e Dona Sinhá. A partir dos 13 anos de idade, passou a estudar o instrumento com Zaíra Braga, aperfeiçoando-se posteriormente com os professores Gabriel de Almeida e Paulino Chaves. Teve também a oportunidade de conhecer Chiquinha Gonzaga, com quem teve algumas aulas.
Formou-se pelo Instituto Nacional de Música em teoria musical e solfejo, seguindo os estudos em harmonia com seu primo Newton Pádua.
Tornou-se famosa graças ao rádio, onde começou em 1930 e tocou como pianista contatada de várias emissoras, como as rádios Tupi, Educadora e Mayrink Veiga. Nas rádios, acompanhava como instrumentista os mais célebres cantores da época ou como integrante de formações instrumentais ou orquestras. Lançou também inúmeros discos solo – o primeiro em 1931, com composições de grandes artistas nacionais, além de suas próprias composições. Sua última gravação lançada comercialmente foi realizada em 1999.
Era especialista em choros e sambas, executando-os em arranjos considerados ousados e modernos para a época. Incorporou diversos ritmos, do foxtrot ao rock'n roll, apresentando-se até no ano de sua morte. Pouco antes de morrer, revelou-se "desapontada" por não haver sido convidada para exibir-se na minissérie Chiquinha Gonzaga, da Rede Globo.
Morreu de causas naturais em sua casa, no bairro do Méier, aos 87 anos, e foi sepultada no Cemitério de São João Batista.

## Composições
- "Ausência"
- "Beijos de amor" (com Everaldo Bahia)
- "Brasil Rock"
- "Caboclinha" (com Osvaldo Cardoso de Menezes)
- "Comigo é assim"
- "Comigo mesma"
- "Tudo cabe num beijo" (com Oswaldo Santiago)

## Discografia
- 1997 – Preludiando • Accoustic • CD
- 1989 – Fafá & Carolina – Fafá Lemos e Carolina Cardoso de Menezes • Eldorado • LP
- 1986 – Os Pianeiros – Aloysio de Alencar, Carolina Cardoso de Menezes e Antônio Adolfo • LP
- 1961 – Carolina e o sucesso • Odeon • LP
- 1960 – Carolina no samba • Helium Discos • LP
- 1958 – Covardia/Patrícia • Odeon • 78
- 1958 – Tapete mágico • Odeon • LP
- 1957 – Despedida de Mangueira/Maria, Maria • Odeon • 78
- 1957 – Samba no Rio/Brasil Rock • Odeon • 78
- 1957 – Teleco teco • Odeon • LP
- 1956 – Se acaso você chegasse/Atômico • Odeon • 78
- 1956 – Lembrando o carnaval (I)/Lembrando o carnaval (II) • Odeon • 78
- 1956 – Linda morena-Lourinha-Pastorinhas/Pierrô apaixonado-Malmequer-Jardineira • Odeon • 78
- 1955 – Pianista de mafuá/Luva de veludo • Odeon • 78
- 1955 – Ai que saudades da Amélia/Maria boa • Odeon • 78
- 1955 – Um yankee em Ipirapuera/Derrapando na Gávea • Odeon • 78
- 1955 – Cabelos brancos/Camisa listrada • Odeon • 78
- 1955 – Sucessos em desfile nº 2 • Odeon • LP
- 1955 – Lembrando Carmen Miranda • Odeon • LP
- 1954 – Uma farra em Campo Grande/Vem cá meu amor • Odeon • 78
- 1954 – Piano maluco de Carolina (Potpourri de foxes)/Coquetel nº 1 (Potpourri de boleros) • Odeon • 78
- 1954 – Seleção de viras/Sinceridade • Odeon • 78
- 1954 – Odeon/ Tenebroso • Sinter • 78
- 1954 – Sucessos em desfile nº 1 • Odeon • LP
- 1953 – Carolina Cardoso de Menezes interpreta Ernesto Nazareth
- 1953 – Fla-Flu/Rapadura • Odeon • 78
- 1953 – Brejeiro/Escorregando • Sinter • 78
- 1953 – Um Domingo no Jardim de Alah/Tenderly • Sinter • 78
- 1952 – Nossa amizade/Beijos de amor • Sinter • 78
- 1952 – No crepúsculo/Ternamente • Sinter • 78
- 1951 – Baionando/Expressinho • Sinter • 78
- 1951 – Luar de Paquetá/Malandrinho • Sinter • 78
- 1950 – Pombo correio/Regressando • Sinter • 78
- 1944 – Rato, rato/Fala bandolim • Victor • 78
- 1944 – Dor de um coração/Os patinadores • Victor • 78
- 1943 – Amor-Cielito lindo (Ritmo de fox)/Jalousie (Ritmo de folx) • Victor • 78
- 1943 – Tico tico no fubá/Carinhoso • Victor • 78
- 1943 – Un peu d'amour (Ritmo de fox)/Amoreuse (Ritmo de fox) • Victor • 78
- 1943 – Amapola (Ritmo de fox)/Marai-la-ó (Ritmo de fox) • Victor • 78
- 1942 – Potpourri de melodias/Eu sou do barulho • Odeon • 78
- 1942 – Maria Elena/Amoroso • Victor • 78
- 1942 – Melodias de Franz Lehar (Ritmo de fox)/Tangerine • Victor • 78
- 1941 – Palpite infeliz/Agora é cinza • Victor • 78
- 1941 – Helena!...Helena!.../Aurora • Columbia • 78
- 1939 – É bom parar/Juro/Não tenho lágrimas/Tenha pena de mim • Victor • 78
- 1933 – Novidade/Caboclinha • Odeon • 78
- 1934 – Comigo é assim/Preludiando • Odeon • 78
- 1933 – I have money/My sweet haven • Odeon • 78
- 1931 – Good Bye/Eu passo • Parlophon • 78
- 1931 – Foi um sonho/Ela me trata bem • Parlophon • 78
- 1931 – Comigo mesma/Tempos que se foram • Parlophon • 78